# Cal (саундтрек)
«Cal» — саундтрек британского певца, автора песен и гитариста Марка Нопфлера, выпущенный 24 августа 1984 года компанией «Vertigo Records». Альбом содержит музыку, написанную для фильма 1984 года «Дневник террориста» режиссёра Пэта О’Коннора.

## Список композиций
Вся музыка была написана Марком Нопфлером:
| №                   | Название                            | Длительность |
| ------------------- | ----------------------------------- | ------------ |
| 1.                  | «Irish Boy»                         | 3:55         |
| 2.                  | «The Road»                          | 2:08         |
| 3.                  | «Waiting for Her»                   | 0:38         |
| 4.                  | «Irish Love»                        | 2:24         |
| 5.                  | «A Secret Place/ Where Will You Go» | 1:45         |
| 6.                  | «Father and Son»                    | 7:41         |
| 7.                  | «Meeting Under the Trees»           | 0:48         |
| 8.                  | «Potato Picking»                    | 2:06         |
| 9.                  | «In a Secret Place»                 | 1:08         |
| 10.                 | «Fear and Hatred»                   | 2:18         |
| 11.                 | «Love and Guilt»                    | 3:04         |
| 12.                 | «The Long Road»                     | 7:13         |
| Общая длительность: | Общая длительность:                 | 35:08        |